# الشهامة (الأحساء)
هجرة الشهامة، منطقة تقع في المنطقة الشرقية من المملكة العربية السعودية.

## الموقع
تبعد عن محافظة الأحساء حوالي 21 كيلومتر جنوباً، وتبعد عن بلدة حرض مسافة 50 كم كما تبعد عن الهفوف 52 كم.كانت تسمى قديماً بـ«آبار الزرنوقة»، وفيها زبارة المدفع الشهيرة. ويقع فيها ميدان بشاير لسباقات الهجن ويشارك في هذه السباقات الكثير من مواطنين مجلس التعاون الخليجي.

## المساحة والسكان
قام الأهالي باستبدال بيوت الصفيح بالبناء المسلح بعد ادخال الخدمات لها مثل الكهرباء والأسفلت، تبلغ مساحة هجرة الشهامة حوالي 200 كم مربع، ويقدّر عدد سكانها بحوالي 10,000 نسمة.

### مطالب السكان
الهجرة تعاني من ضعف شبكة المياه وعدم وجود خزان، وعدم وجود مركز صحي، حيث يقع أقرب مركز صحي على بُعد 50 كيلو. كما ناشد الأهالي كافة المسؤولين بخدمات الاتصالات تلبية طلبهم في اعتماد أبراج لخدمات الاتصالات؛ ليستفيدوا من هذه الخدمات التي قد اشتركوا بها؛ حتى يتمكنوا من تنفيذ معاملاتهم الإلكترونية وبقية التقنيات الحديثة التي أصبحت من ضروريات الحياة.

## التضاريس والجغرافيا
من التضاريس المشهورة فيها «جبل الخرماء» الذي يقع غرباُ و«أبرق المقاريب» في الجنوب الغربي، و«أبرق الخلفات» جنوباً و«جبل المضباعة» من الشرق.
تتميز بطبيعة جغرافية مستوية وأرض خصبة وقرب الماء.

## النقل
تعتبر بوابة على طريق حرض الخرخير.

## مرافق
جامع الشهامة

## اقرأ أيضًا
- حي المحدود